# 汉口路 (南京)
汉口路，是南京市的道路，位于鼓楼南，以汉口市为名。东接薛家巷，西交青岛路、平仓巷。筑于1934年初，将南京大学鼓楼校区一分为二。
汉口西路位于此路西侧。